# Elecciones especiales a la Cámara de Representantes de los Estados Unidos de 2021
Se llevaron a cabo seis elecciones especiales para la Cámara de Representantes de los Estados Unidos en 2021 durante el 117.º Congreso de los Estados Unidos.

## Predicciones
- "competitivo": no hay ventaja
- "inclinándose": ventaja que no es tanta como "pequeña ventaja"
- "pequeña ventaja": ligera ventaja
- "probable" o "favorecido": ventaja significante pero remontable (*calificación más alta dada por Fox News)
- "seguro" o "sólido": victoria segura

| Distrito         | PVI     | Titular | Última elección | IE 7 de mayo de 2021      | Sabato 3 de mayo de 2021  | Resultado              |
| ---------------- | ------- | ------- | --------------- | ------------------------- | ------------------------- | ---------------------- |
| Luisiana 5th     | R+15    | Vacante | Vacante         | Sólido                    | Sólido                    | Letlow (64.86%)        |
| Luisiana 2nd     | D+25    | Vacante | Vacante         | Sólido                    | Sólido                    | Carter (55.25%)        |
| Texas 6th        | R+9     | Vacante | Vacante         | Sólido                    | Sólido                    | Ellzey (53.27%)        |
| Nuevo México 1st | D+7     | Vacante | Vacante         | Sólido                    | Probable                  | Stansbury (60.36%)     |
| Ohio 11th        | D+32    | Vacante | Vacante         | Sólido                    | Sólido                    | Brown (78.9%)          |
| Ohio 15th        | R+9     | Vacante | Vacante         | Sólido                    | Probable                  | Carey (58.3%)          |
| Overall          | Overall | Overall | Overall         | D - 3 R - 3 0 competitivo | D - 3 R - 3 0 competitivo | Resultado: D - 3 R - 3 |

## Lista de elecciones
Las elecciones se enumeran por fecha y distrito.
| Distrito         | Titular         | Titular     | Titular          | Elección especial | Elección especial                                                                                               |
| Distrito         | Miembro         | Partido     | Primera elección | Resultados | Candidatos |
| ---------------- | --------------- | ----------- | ---------------- | --- | --- |
| Luisiana 5th     | Luke Letlow     | Republicano | 2020             | El Representante electo murió el 29 de diciembre de 2020 de COVID-19. Nuevo miembro elegido el 20 de marzo de 2021. Control Republicano.                                                                          | Julia Letlow (Republicana) 64.86% Sandra "Candy" Christophe (Demócrata) 27.27% Chad Conerly (Republicano) 5.31% |
| Luisiana 2nd     | Cedric Richmond | Demócrata   | 2010             | El titular renunció el 20 de enero de 2021 para desempeñarse como director de la Oficina de Enlace Público y como Asesor Principal de Joe Biden. Nuevo miembro elegido el 24 de abril de 2021. Control Demócrata. | Troy Carter (Demócrata) 55.25% Karen Carter Peterson (Demócrata) 44.75%                                         |
| Texas 6th        | Ron Wright      | Republicano | 2018             | El Representante murió el 7 de febrero de 2021 de COVID-19. Nuevo miembro elegido el 27 de julio de 2021. Control Republicano.                                                                                    | Jake Ellzey (Republicano) 53.27% Susan Wright (Republicana) 46.73%                                              |
| Nuevo México 1st | Deb Haaland     | Demócrata   | 2018             | El titular renunció el 16 de marzo de 2021 para convertirse en Secretario del Interior de los Estados Unidos. Nuevo miembro elegido el 1 de junio de 2021. Control Demócrata.                                     | Melanie Stansbury (Demócrata) 60.36% Mark Moores (Republicano) 35.62%                                           |
| Ohio 11th        | Marcia Fudge    | Demócrata   | 2008             | El titular renunció el 20 de enero de 2021 para convertirse en Secretario de Vivienda y Desarrollo Urbano de los Estados Unidos. Nuevo miembro elegido el 2 de noviembre de 2021. Control Demócrata.              | Shontel Brown (Demócrata) 78.8% Laverne Gore (Republicano) 21.12%                                               |
| Ohio 15th        | Steve Stivers   | Republicano | 2011             | El titular renunció el 16 de mayo de 2021 para desempeñarse como director ejecutivo de la Cámara de Comercio de Ohio. Nuevo miembro elegido el 2 de noviembre de 2021. Control Republicano.                       | Mike Carey (Republicano) 58.3% Allison Russo (Demócrata) 41.7%                                                  |

## Luisiana 5th
La Elección especial del 5.º distrito congresional de Luisiana se llevó a cabo el 20 de marzo de 2021, luego que el representante electo Luke Letlow falleciera el 29 de diciembre de 2020 de un ataque cardíaco mientras recibía tratamiento por COVID-19 durante la pandemia en Louisiana.

### Elección primaria

#### Candidatos

##### Partido Demócrata
Declarado
- Sandra "Candy" Christophe, trabajadora social y candidata a este escaño en 2020[3]

##### Partido Republicano
Declarado
- Chad Conerly, profesional de finanzas
- Allen Guillory[4]
- Robert Lansden, abogado
- Julia Letlow, viuda del representante electo Luke Letlow[5]
- Jaycee Magnuson
- Horace Melton III
- Richard H. Pannell
- Sancha Smith, organizador político
- Errol Victor Sr.

##### Independiente
Declarado
- Jim Davis
- M.V. "Vinny" Mendoza

### Resultados
| Elección especial del 5.º distrito congresional de Luisiana de 2021 | Elección especial del 5.º distrito congresional de Luisiana de 2021 | Elección especial del 5.º distrito congresional de Luisiana de 2021 | Elección especial del 5.º distrito congresional de Luisiana de 2021 | Elección especial del 5.º distrito congresional de Luisiana de 2021 | Elección especial del 5.º distrito congresional de Luisiana de 2021 |
| Partido                                                             | Partido                                                             | Candidato/a                                                         | Votos                                                               | %                                                                   |                                                                     |
| ------------------------------------------------------------------- | ------------------------------------------------------------------- | ------------------------------------------------------------------- | ------------------------------------------------------------------- | ------------------------------------------------------------------- | ------------------------------------------------------------------- |
|                                                                     | Republicano                                                         | Julia Letlow                                                        | 67,203                                                              | 64.86%                                                              |                                                                     |
|                                                                     | Demócrata                                                           | Sandra "Candy" Christophe                                           | 28,255                                                              | 27.27%                                                              |                                                                     |
|                                                                     | Republicano                                                         | Chad Conerly                                                        | 5,497                                                               | 5.31%                                                               |                                                                     |
|                                                                     | Republicano                                                         | Robert Lansden                                                      | 929                                                                 | 0.90%                                                               |                                                                     |
|                                                                     | Republicano                                                         | Allen Guillory                                                      | 464                                                                 | 0.45%                                                               |                                                                     |
|                                                                     | Independiente                                                       | Jim Davis                                                           | 402                                                                 | 0.39%                                                               |                                                                     |
|                                                                     | Republicano                                                         | Sancha Smith                                                        | 334                                                                 | 0.32%                                                               |                                                                     |
|                                                                     | Independiente                                                       | M.V. "Vinny" Mendoza                                                | 236                                                                 | 0.23%                                                               |                                                                     |
|                                                                     | Republicano                                                         | Jaycee Magnuson                                                     | 131                                                                 | 0.13%                                                               |                                                                     |
|                                                                     | Republicano                                                         | Richard H. Pannell                                                  | 67                                                                  | 0.06%                                                               |                                                                     |
|                                                                     | Republicano                                                         | Horace Melton III                                                   | 62                                                                  | 0.06%                                                               |                                                                     |
|                                                                     | Republicano                                                         | Errol Victor Sr.                                                    | 36                                                                  | 0.03%                                                               |                                                                     |
| Total                                                               | Total                                                               | Total                                                               | 103,616                                                             | 100.0%                                                              |                                                                     |
|                                                                     | Control Republicano                                                 |                                                                     |                                                                     |                                                                     |                                                                     |

## Luisiana 2nd
La Elección especial del 2.º distrito congresional de Luisiana se llevó a cabo el 20 de marzo de 2021, luego que el representante titular Cedric Richmond anunció que renunciaría a la Cámara de Representantes de los Estados Unidos para desempeñarse como director de la Oficina de Enlace Público y como Asesor Principal de Joe Biden, a partir de que Biden asumiera el cargo el 20 de enero de 2021.

### Elección primaria

#### Candidatos

##### Partido Demócrata
Declarado
- Troy Carter, senador estatal y Líder de la minoría del Senado de Louisiana[6]
- Karen Carter Peterson, senadora estatal y expresidenta del Partido Demócrata de Luisiana[7]
- Gary Chambers Jr., activista[8]
- Harold John, trabajador postal
- J. Christopher Johnson, activista
- Lloyd M. Kelly
- Desiree Ontiveros
- Jenette M. Porter

##### Partido Republicano
Declarado
- Greg Lirette[9]
- Chelsea Ardoin
- Claston Bernard
- Sheldon C. Vincent Sr.

##### Partido Libertario
Declarado
- Mindy McConnell

##### Independiente
Declarado
- Belden “Noonie Man” Batiste
- Brandon Jolicoeur

#### Resultados
| Elección especial del 2.º distrito congresional de Luisiana de 2021 | Elección especial del 2.º distrito congresional de Luisiana de 2021 | Elección especial del 2.º distrito congresional de Luisiana de 2021 | Elección especial del 2.º distrito congresional de Luisiana de 2021 | Elección especial del 2.º distrito congresional de Luisiana de 2021 | Elección especial del 2.º distrito congresional de Luisiana de 2021 |
| Partido                                                             | Partido                                                             | Candidato/a                                                         | Votos                                                               | %                                                                   |                                                                     |
| ------------------------------------------------------------------- | ------------------------------------------------------------------- | ------------------------------------------------------------------- | ------------------------------------------------------------------- | ------------------------------------------------------------------- | ------------------------------------------------------------------- |
|                                                                     | Demócrata                                                           | Troy Carter                                                         | 34,402                                                              | 36.38%                                                              |                                                                     |
|                                                                     | Demócrata                                                           | Karen Carter Peterson                                               | 21,673                                                              | 22.92%                                                              |                                                                     |
|                                                                     | Demócrata                                                           | Gary Chambers Jr.                                                   | 20,163                                                              | 21.31%                                                              |                                                                     |
|                                                                     | Republicano                                                         | Claston Bernard                                                     | 9,237                                                               | 9.77%                                                               |                                                                     |
|                                                                     | Republicano                                                         | Chelsea Ardoin                                                      | 3,218                                                               | 3.40%                                                               |                                                                     |
|                                                                     | Republicano                                                         | Greg Lirette                                                        | 2,349                                                               | 2.48%                                                               |                                                                     |
|                                                                     | Republicano                                                         | Sheldon C. Vincent Sr.                                              | 754                                                                 | 0.80%                                                               |                                                                     |
|                                                                     | Demócrata                                                           | Desiree Ontiveros                                                   | 699                                                                 | 0.74%                                                               |                                                                     |
|                                                                     | Independiente                                                       | Belden “Noonie Man” Batiste                                         | 598                                                                 | 0.63%                                                               |                                                                     |
|                                                                     | Demócrata                                                           | Harold John                                                         | 403                                                                 | 0.43%                                                               |                                                                     |
|                                                                     | Libertario                                                          | Mindy McConnell                                                     | 323                                                                 | 0.34%                                                               |                                                                     |
|                                                                     | Demócrata                                                           | J. Christopher Johnson                                              | 288                                                                 | 0.30%                                                               |                                                                     |
|                                                                     | Demócrata                                                           | Jenette M. Porter                                                   | 244                                                                 | 0.26%                                                               |                                                                     |
|                                                                     | Demócrata                                                           | Lloyd M. Kelly                                                      | 122                                                                 | 0.13%                                                               |                                                                     |
|                                                                     | Independiente                                                       | Brandon Jolicoeur                                                   | 94                                                                  | 0.10%                                                               |                                                                     |
| Total                                                               | Total                                                               | Total                                                               | 94,567                                                              | 100.0%                                                              |                                                                     |

### Segunda vuelta

#### Resultados
| Elección especial del 2.º distrito congresional de Luisiana de 2021 | Elección especial del 2.º distrito congresional de Luisiana de 2021 | Elección especial del 2.º distrito congresional de Luisiana de 2021 | Elección especial del 2.º distrito congresional de Luisiana de 2021 | Elección especial del 2.º distrito congresional de Luisiana de 2021 | Elección especial del 2.º distrito congresional de Luisiana de 2021 |
| Partido                                                             | Partido                                                             | Candidato/a                                                         | Votos                                                               | %                                                                   |                                                                     |
| ------------------------------------------------------------------- | ------------------------------------------------------------------- | ------------------------------------------------------------------- | ------------------------------------------------------------------- | ------------------------------------------------------------------- | ------------------------------------------------------------------- |
|                                                                     | Demócrata                                                           | Troy Carter                                                         | 48,513                                                              | 55.25%                                                              |                                                                     |
|                                                                     | Demócrata                                                           | Karen Carter Peterson                                               | 39,297                                                              | 44.75%                                                              |                                                                     |
| Total                                                               | Total                                                               | Total                                                               | 87,810                                                              | 100.0%                                                              |                                                                     |
|                                                                     | Control Demócrata                                                   |                                                                     |                                                                     |                                                                     |                                                                     |

## Texas 6th
La Elección especial del 6.º distrito congresional de Texas se llevó a cabo el 1 de mayo de 2021, luego que el representante titular Ron Wright falleciera el 7 de febrero de 2021 por COVID-19 durante la pandemia en Texas.

### Elección primaria

#### Candidatos

##### Partido Republicano
Declarado
- Michael Ballantine
- John Anthony Castro, abogado
- Mike Egan, empresario
- Jake Ellzey, representante estatal
- Brian Harrison, exjefe de personal del Departamento de Salud y Servicios Humanos (2019-2021)
- Sery Kim
- Travis Rodermund, Oficial de policía
- Daniel Rodimer[11]
- Jennifer Garcia Sharon
- Michael Wood
- Susan Wright, viuda del representante Ron Wright[12]

##### Partido Demócrata
Declarado
- Lydia Bean, empresaria
- Daryl J. Eddings, empresario
- Matthew Hinterlong
- Tammy Allison Holloway
- Shawn Lassiter
- Patrick Moses
- Jana Sanchez, activista[13]
- Manuel R. Salazar
- Brian K. Stephenson
- Chris Suprun, paramédico

##### Partido Libertario
Declarado
- Phil Gray

##### Independiente
Declarado
- Adrian Mizher

#### Resultados
| Elección especial del 6.º distrito congresional de Texas de 2021 | Elección especial del 6.º distrito congresional de Texas de 2021 | Elección especial del 6.º distrito congresional de Texas de 2021 | Elección especial del 6.º distrito congresional de Texas de 2021 | Elección especial del 6.º distrito congresional de Texas de 2021 | Elección especial del 6.º distrito congresional de Texas de 2021 |
| Partido                                                          | Partido                                                          | Candidato/a                                                      | Votos                                                            | %                                                                |                                                                  |
| ---------------------------------------------------------------- | ---------------------------------------------------------------- | ---------------------------------------------------------------- | ---------------------------------------------------------------- | ---------------------------------------------------------------- | ---------------------------------------------------------------- |
|                                                                  | Republicano                                                      | Susan Wright                                                     | 15,077                                                           | 19.21%                                                           |                                                                  |
|                                                                  | Republicano                                                      | Jake Ellzey                                                      | 10,865                                                           | 13.85%                                                           |                                                                  |
|                                                                  | Demócrata                                                        | Jana Sanchez                                                     | 10,518                                                           | 13.40%                                                           |                                                                  |
|                                                                  | Republicano                                                      | Brian Harrison                                                   | 8,485                                                            | 10.81%                                                           |                                                                  |
|                                                                  | Demócrata                                                        | Shawn Lassiter                                                   | 6,973                                                            | 8.89%                                                            |                                                                  |
|                                                                  | Republicano                                                      | John Anthony Castro                                              | 4,321                                                            | 5.51%                                                            |                                                                  |
|                                                                  | Demócrata                                                        | Tammy Allison Holloway                                           | 4,240                                                            | 5.40%                                                            |                                                                  |
|                                                                  | Demócrata                                                        | Lydia Bean                                                       | 2,923                                                            | 3.72%                                                            |                                                                  |
|                                                                  | Republicano                                                      | Michael Wood                                                     | 2,509                                                            | 3.20%                                                            |                                                                  |
|                                                                  | Republicano                                                      | Michael Ballantine                                               | 2,225                                                            | 2.84%                                                            |                                                                  |
|                                                                  | Republicano                                                      | Daniel Rodimer                                                   | 2,088                                                            | 2.66%                                                            |                                                                  |
|                                                                  | Demócrata                                                        | Daryl J. Eddings                                                 | 1,654                                                            | 2.11%                                                            |                                                                  |
|                                                                  | Republicano                                                      | Mike Egan                                                        | 1,544                                                            | 1.97%                                                            |                                                                  |
|                                                                  | Demócrata                                                        | Patrick Moses                                                    | 1,189                                                            | 1.52%                                                            |                                                                  |
|                                                                  | Demócrata                                                        | Manuel R. Salazar III                                            | 1,120                                                            | 1.43%                                                            |                                                                  |
|                                                                  | Republicano                                                      | Sery Kim                                                         | 889                                                              | 1.13%                                                            |                                                                  |
|                                                                  | Republicano                                                      | Travis Rodermund                                                 | 460                                                              | 0.59%                                                            |                                                                  |
|                                                                  | Independiente                                                    | Adrian Mizher                                                    | 351                                                              | 0.45%                                                            |                                                                  |
|                                                                  | Demócrata                                                        | Brian K. Stephenson                                              | 271                                                              | 0.35%                                                            |                                                                  |
|                                                                  | Libertario                                                       | Phil Gray                                                        | 265                                                              | 0.34%                                                            |                                                                  |
|                                                                  | Demócrata                                                        | Matthew Hinterlong                                               | 252                                                              | 0.32%                                                            |                                                                  |
|                                                                  | Republicano                                                      | Jennifer Garcia Sharon                                           | 150                                                              | 0.19%                                                            |                                                                  |
|                                                                  | Demócrata                                                        | Chris Suprun                                                     | 102                                                              | 0.13%                                                            |                                                                  |
| Total                                                            | Total                                                            | Total                                                            | 78,471                                                           | 100.0%                                                           |                                                                  |

### Segunda vuelta

#### Resultados
| Elección especial del 6.º distrito congresional de Texas de 2021 | Elección especial del 6.º distrito congresional de Texas de 2021 | Elección especial del 6.º distrito congresional de Texas de 2021 | Elección especial del 6.º distrito congresional de Texas de 2021 | Elección especial del 6.º distrito congresional de Texas de 2021 | Elección especial del 6.º distrito congresional de Texas de 2021 |
| Partido                                                          | Partido                                                          | Candidato/a                                                      | Votos                                                            | %                                                                |                                                                  |
| ---------------------------------------------------------------- | ---------------------------------------------------------------- | ---------------------------------------------------------------- | ---------------------------------------------------------------- | ---------------------------------------------------------------- | ---------------------------------------------------------------- |
|                                                                  | Republicano                                                      | Jake Ellzey                                                      | 20,837                                                           | 53.27%                                                           |                                                                  |
|                                                                  | Republicano                                                      | Susan Wright                                                     | 18,279                                                           | 46.73%                                                           |                                                                  |
| Total                                                            | Total                                                            | Total                                                            | 39,116                                                           | 100.0%                                                           |                                                                  |
|                                                                  | Control Republicano                                              |                                                                  |                                                                  |                                                                  |                                                                  |

## Nuevo México 1st
La Elección especial del 1.º distrito congresional de Nuevo México se llevó a cabo el 1 de junio de 2021, luego que la representante titular Deb Haaland anunció que renunciaría a la Cámara de Representantes de los Estados Unidos para desempeñarse como Secretaria del Interior de los Estados Unidos.

### Partido Demócrata

#### Candidatos

##### Declarado
- Melanie Stansbury, representante estatal[14]
- Antoinette Sedillo Lopez, senadora estatal[14]
- Francisco Fernández, cineasta
- Selinda Guerrero
- Georgene Louis, representante estatal[15]
- Randi McGinn, abogado[16]
- Victor Reyes, director legislativo de la Gobernadora de Nuevo México Michelle Lujan Grisham
- Patricia Roybal Caballero, representante estatal

### Partido Republicano

#### Candidatos

##### Declarado
- Mark Moores, senador estatal[17]
- Eddy Aragon, locutor de radio y propietario de KIVA-AM
- Michaela Chavez
- Ronnie Lucero, gerente de finanzas
- Elisa Martinez
- Tracy Trujillo
- Jared Vander Dussen, abogado

### Independiente

##### Declarado
- Aubrey Dunn Jr., excomisionado de Tierras Públicas de Nuevo México

### Elección general

#### Resultados
| Elección especial del 1.º distrito congresional de Nuevo México de 2021 | Elección especial del 1.º distrito congresional de Nuevo México de 2021 | Elección especial del 1.º distrito congresional de Nuevo México de 2021 | Elección especial del 1.º distrito congresional de Nuevo México de 2021 | Elección especial del 1.º distrito congresional de Nuevo México de 2021 | Elección especial del 1.º distrito congresional de Nuevo México de 2021 |
| Partido                                                                 | Partido                                                                 | Candidato/a                                                             | Votos                                                                   | %                                                                       |                                                                         |
| ----------------------------------------------------------------------- | ----------------------------------------------------------------------- | ----------------------------------------------------------------------- | ----------------------------------------------------------------------- | ----------------------------------------------------------------------- | ----------------------------------------------------------------------- |
|                                                                         | Demócrata                                                               | Melanie Stansbury                                                       | 79,837                                                                  | 60.36%                                                                  |                                                                         |
|                                                                         | Republicano                                                             | Mark Moores                                                             | 47,111                                                                  | 35.62%                                                                  |                                                                         |
|                                                                         | Independiente                                                           | Aubrey Dunn Jr.                                                         | 3,534                                                                   | 2.67%                                                                   |                                                                         |
|                                                                         | Libertario                                                              | Chris Manning                                                           | 1,734                                                                   | 1.31%                                                                   |                                                                         |
| Total                                                                   | Total                                                                   | Total                                                                   | 132,262                                                                 | 100.0%                                                                  |                                                                         |
|                                                                         | Control Demócrata                                                       |                                                                         |                                                                         |                                                                         |                                                                         |